# Alfred Harold Albut
A. H. Albut de son nom complet Alfred Harold « Alf » Albut est le premier employé à temps plein du club de football anglais Manchester United Football Club, alors dénommé  Newton Heath, entre 1892 et 1900. 
Nommé secrétaire du club en 1892 et prend le contrôle de toutes les affaires du club, dirigeant le club ainsi que son équipe, depuis un bureau au 33 Oldham Road, non loin de North Road. Il reste à son poste jusqu'en 1900 et l'arrivée de James West. Avant de travailler pour Newton Heath, il a été employé par Aston Villa, bien que son rôle exact soit indéterminé.